# Жилой дом П. Бароновой
Жилой дом П. Бароновой — ростовский памятник градостроительства и архитектуры. Здание расположено на улице 6-я линия в историческом районе Нахичевани. Согласно исторической справке, здание входило в общее домовладение Персапе Бароновой, в котором жила сама владелица.
Здание представляет собой одноэтажный кирпичный особняк, выполненный в эклектичном стиле с элементами модерна. Фасад украшен рустованными пилястрами, филенчатыми вставками и декоративными подоконными панелями с геометрическим орнаментом. Левая часть здания выделяется арочным окном с лепным обрамлением. Правая часть оформлена прямоугольными окнами с профилированными наличниками и горизонтальными тягами, создающими строгую симметрию. Входная группа выделена массивной рустованной кладкой, усиливающей монументальность облика.